# Петкевич, Тамара Владиславовна
Тама́ра Владиславовна Петкевич (29 марта 1920 или 1 апреля 1920, Невель, Витебская губерния, РСФСР — 18 октября 2017 или 19 октября 2017, Санкт-Петербург) — российская актриса, театровед и писатель-мемуарист.

## Биография
Родилась 29 марта 1920 года в городе Невель Витебской губернии. В мемуарах также указывала местом рождения Петроград.
Поступила в школу № 182 города Ленинграда в 1927 году. В 1937 году исключена из ВЛКСМ из-за ареста отца. В 1938 году окончила десятилетку и поступила в 1-й Государственный институт иностранных языков на английское отделение.
Уехала в город Фрунзе и там 26 декабря 1940 года вышла замуж. Со своим мужем Игорем Петровым она познакомилась в справочном бюро «Большого дома», куда носила передачи своему отцу. Туда же приезжал и Петров со своей матерью. Его отец тоже был арестован по политической статье. Работала театральным художником во Фрунзе. Там в 1942 году поступила в медицинский институт. Мать и младшая сестра Рената погибли в Ленинграде в годы блокады.
30 января 1943 года одновременно с мужем была арестована и 4 мая 1943 года осуждена по ст. 58-10 (часть 2) Уголовного кодекса РСФСР на семь лет лишения свободы, три года поражения в правах и конфискацию имущества. Наказание отбывала в лагерях Киргизской ССР. Направлена в Джангиджирский женский лагерь на сельскохозяйственные работы, где стала бригадиром полевой бригады. Затем работала на строительстве овощехранилища. Переведена в Новотроицкую колонну, а оттуда в Беловодский лагерь.
В 1943 году переведена в Севжелдорлаг в Коми АССР. Работала на лесоповале в лагерной колонне «Светик». Переведена в огородную бригаду, затем комиссована по инвалидности и отправлена в лазарет при Урдомской колонне. Работала в хирургическом отделении лазарета. Назначена через политотдел в Театрально-эстрадный коллектив, состоявший из заключённых. Играла в спектаклях, поставленных режиссёром Александром Осиповичем Гавронским (пьеса Чехова «Юбилей»). Переведена в Княж-Погост. Отправлена в штрафную колонну на землекопные работы за самовольное нахождение на Урдомской колонне. Переведена в Межег, затем возвращена в Княж-Погост на Центральный отдельный лагерный пункт. Репетиции с Гавронским пьесы Чехова «Юбилей». В заключении родила сына Олега, которого вскоре забрал к себе отец ребёнка, лагерный врач Флориан Захаров. Он препятствовал общению матери с сыном. Приёмная семья вскоре уехала из Вельска, и Тамара стала искать сына. Когда она нашла мальчика, то тому уже шёл одиннадцатый год, и он остался в приёмной семье.
Освобождена в 1950 году. В паспорте, который она получила, по небрежности ЗАГСа появилось неверное отчество — Владимировна. Работала в Сыктывкарском государственном драматическом театре Коми АССР. Из-за административной 39-й статьи, вписанной в паспорт, вернуться в Ленинград не могла. В качестве актрисы работала в театрах Шадринска (Шадринский государственный драматический театр), Чебоксар (Чувашский русский драматический театр, 1954—1956), Кишинёва (Кишинёвский русский драматический театр имени А. П. Чехова, 1956—1959).
30 ноября 1954 года судимость снята. В 1957 году реабилитирована. В Ленинград возвратилась в 1959 году. В 1962 году поступила в Ленинградский институт театра, музыки и кинематографии (ЛГИТМиК) на театроведческий факультет. Окончила ЛГИТМиК в 1967 году, работала в Ленинградском доме художественной самодеятельности заведующей репертуарным отделом.
В 1993 году опубликовала книгу мемуарной прозы о жизни в сталинских лагерях «Жизнь — сапожок непарный», выдержавшую ряд переизданий. Книгу высоко оценил, в частности, Эльдар Рязанов. В Петербурге был поставлен спектакль по её книге. В Германии книгу издали несколько раз. Александр Квасьневский наградил автора кавалерским крестом ордена Заслуг перед Республикой Польша.
В 1996 году была принята в Союз писателей Санкт-Петербурга.
По мнению писательницы Татьяны Бек, Тамаре Петкевич выпал такой жребий, будто вся апокалиптичность XX века сгустилась в одной частной судьбе.
Вторая книга — «На фоне звёзд и страха» — продолжение первой. В ней Тамара Петкевич рассказывает о своей жизни после освобождения из лагеря. Прочитав её, Татьяна Гердт сказала: «Я человек очень счастливый, мне Господь посылал всё время замечательных людей. Но потрясений человеческих у меня было в жизни два: Твардовский и Тамара Петкевич. Это не лагерная литература. Это литература русская. Это то, что даёт силы жить».
«Наверное, людям надо знать, как обходиться с трудностями. И, может, это самое важное, что я должна была сделать в жизни», — говорила Тамара Петкевич.

Лагерная тема уже составляет в русской словесности целый Архипелаг, сильный и многотипный. «Жизнь…» Т. П. занимает в этом трагическом изобилии особое место — вблизи от прозы и поэзии Шаламова, Евгении Гинзбург, Заболоцкого и Керсновской.

Проживала в доме 30 по наб. р. Карповки.
Умерла 18 октября 2017 года в Петербурге. Похоронена на Комаровском кладбище посёлка Комарово Курортного района Санкт-Петербурга.

## Семья
Отец — Владислав Иосифович Петкевич (1890, Рига — 15 января 1938 года), участник Первой мировой войны, член ВКП(б) c 1918 года, арестован и репрессирован в 1937 году. Расстрелян по так называемому Списку польских шпионов № 54.
Мать — Ефросинья Фёдоровна Мочаловская.
Сёстры: Валентина (1927—?), Рената (1930—1942).
Первый муж: Игорь Петров, описан в книге «Жизнь — сапожок непарный» под именем Эрик.
Муж: Владимир Галицкий, главный режиссёр Кишинёвского русского драматического театра имени Чехова.
Сын: Юрий, воспитывался в семье отца, врача Флориана Яковлевича Захарова.

## Награды и звания
- Кавалерский крест ордена Заслуг перед Республикой Польша (1998)
- Лауреат литературной премии Гоголя на фестивале «Невский проспект» (2009)
- Лауреат литературной премии «Крутая лестница» (2009)
- Художественная премия «Петрополь» за уникальную эпопею в 2 книгах (2010)
- Диплом Лауреата премии правительства Санкт-Петербурга в области литературы, искусства и архитектуры (2010)
- Благодарность Законодательного Собрания Санкт-Петербурга (18 марта 2015 года) — за выдающиеся личные заслуги в области культуры и литературы в Санкт-Петербурге, многолетнюю добросовестную профессиональную деятельность, а также в связи с 95-летием со дня рождения[16]

## Память
- «На следующий же день меня отсадили на последнюю парту»: Петкевич Т.В. (фильм #24, Мой ГУЛАГ) (рус.)
- О Тамаре Петкевич был снят документальный фильм «Жизнь — сапожок непарный» (2001, режиссёр Марина Разбежкина).
- В ноябре 2020 года в Музее политической истории России открыта выставка «А душу оставить себе…», посвящённая 100-летию Т. Петкевич[17].